# Клюквинка (Верхнекетский район)
Клю́квинка — посёлок в Верхнекетском районе Томской области, Россия. Административный центр и единственный населённый пункт Клюквинского сельского поселения.
Население — ↘1212 (2021).

## География
Клюквинка расположена на берегу реки Чачамга, немного выше её впадения в Кеть. Посёлок соединяет с райцентром автомобильная дорога.

## Население
| 2002  | 2010  | 2012  | 2013  | 2014  | 2015  | 2016  |
| ----- | ----- | ----- | ----- | ----- | ----- | ----- |
| 1510  | ↘1462 | ↘1404 | ↘1402 | ↘1387 | ↘1346 | ↘1319 |
| 2017  | 2018  | 2019  | 2020  | 2021  |       |       |
| ↘1295 | ↘1265 | ↘1229 | ↘1225 | ↘1212 |       |       |

## Местное самоуправление
Глава поселения — Анастасия Геннадиевна Соловьёва.

## Социальная сфера и экономика
В посёлке есть врачебная амбулатория, дом культуры, средняя общеобразовательная школа (при ней с 2006 г. работает интернат), детский сад и библиотека.
Основа местной экономической жизни — лесное и сельское хозяйство, розничная торговля.
В 2004—2010 гг. в посёлке действовала селькупская община «Исток». Основные виды деятельности — рыболовство, охота, сбор дикоросов.